# Trilepida nicefori
Trilepida nicefori — вид змій родини струнких сліпунів (Leptotyphlopidae). Ендемік Колумбії. Вид названий на честь французько-колумбійського місіонера і натураліста Ермано Нікефоро Марії.

## Поширення і екологія
Trilepida nicefori мешкають в колумбійському департаменті Сантандер. Вони живуть у вологих гірських тропічних лісах, на висоті від 1750 до 1824 м над рівнем моря. Живляться термітами і личинками комах.